# Rotondi
Rotondi è un comune italiano di 3 352 abitanti della provincia di Avellino in Campania.

## Geografia fisica
Il comune è situato nella Valle Caudina, ai piedi dei Monti del Partenio, ed è attraversato dal fiume Isclero e Carmignano.

## Storia

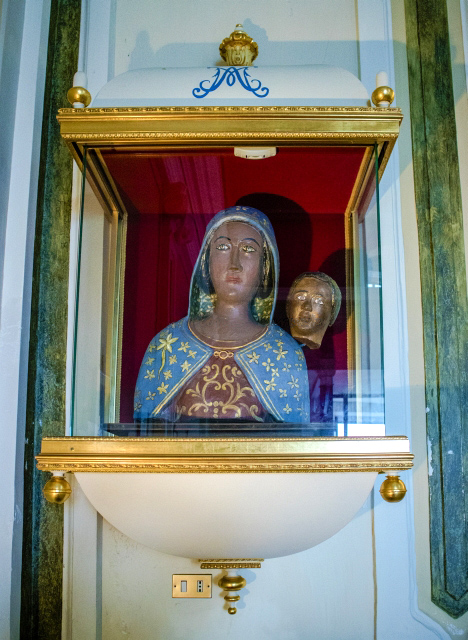
La statua medievale della Madonna della Stella

Rotondi ha origini incerte, si sa solo che nacque sotto il dominio dei Romani i quali, intorno al 300 a. C., conquistarono l’Italia meridionale, sottomettendo anche il popolo sannita che nella Valle Caudina aveva creato un centro fiorente, il “Caudium”. In seguito, i Romani fondarono colonie e tracciarono, per i traffici tra Roma e il sud Italia, la via Appia,  dove sorsero i primi villaggi dell’età romana di Paolisi, Rotondi e Cervinara. Si trattò non di paesi, ma di ville. Le uniche testimonianze che abbiamo oggi sono le tombe sannite e romane che ogni tanto affiorano lungo questa strada, alcune non molto lontane dal centro abitato di Rotondi. Il nome Rotondi ha origine dalla famiglia feudataria De Rotundis , che ottenne il feudo nel 1245,
e abitò nel “castrum Rotondorum” (una fortificazione probabilmente sotto l’attuale Santuario della Madonna della Stella) fino al 1524, quando si trasferirono a valle, e lasciarono che il
castello si trasformasse in una chiesa,
tenuta dal 1524 al 1560 dai cappuccini. Nel 1560,
essendo troppo esposto alle incursioni dei briganti,
il santuario fu abbandonato dai monaci (che si
trasferirono sulla collina d’Arienzo) e affidato a un
eremita che venerava un’effigie bizantina raffigurante la Madonna con a lato Gesù bambino, oggi conservata nella chiesa parrocchiale. Nel 1705 essa fu poi sostituita dall’attuale statua regalata dal Cardinale Orsini. Dopo la famiglia De Rotundis, il feudo di Rotondi passò ad Alfonso Della Leonessa, ma essendo questi un ribelle, il re Ferrante gli tolse il territorio e lo donò a Carlo Carafa, Marchese di Montesarchio e, successivamente, passò ad Alfonso d'Avalos, successivamente nel 1799, Benevento, Avellino e i paesi vicini, tra cui Rotondi, vennero completamente occupati e saccheggiati dalle truppe francesi. 
Il 20 gennaio 1799, a seguito di un saccheggio al Duomo di Benevento sotto gli occhi del Cardinale Orsini, a Campizze (frazione di Rotondi) fu combattuta una battaglia chiamata "Strage di Campizze". Questo luogo fu teatro di una sanguinosa battaglia tra le truppe francesi, di ritorno a Napoli, e i cittadini di Benevento, Montesarchio, Rotondi, Cervinara, Paolisi e San Martino Valle Caudina stufi dei continui saccheggi. Le forze napoleoniche furono inseguite e raggiunte, appunto, a Campizze, dai ribelli che nello scontro subirono numerosissime perdite.
 
Nel 1810 grazie alle continue lotte dei ribelli e con l'abolizione dei diritti feudali durante la dominazione francese, il feudo di Rotondi divenne Comune ed entrò a far parte del mandamento di Cervinara insieme a San Martino Valle Caudina, nell'ambito del Principato Ultra. Con la caduta del Principato Ultra, Rotondi entrò a far parte del Regno delle Due Sicilie e venne inclusa nella provincia della Terra di Lavoro con capoluogo Avellino. Figura di spicco nella storia rotondese è certamente Luciano Vaccariello, sindaco nel 1885 e nel 1887 che, oltre ad essere un uomo di cultura, scrittore di varie opere letterarie, si rese benemerito presso i concittadini per una serie di opere sociali ed umanitarie. Fu ucciso da colpi di arma da fuoco da Diodato Lanni, che fu incriminato per omicidio il 26 aprile 1893 e condannato a trent’anni di carcere.
Durante la Seconda guerra mondiale, dopo la caduta del Fascismo, Rotondi venne occupata e saccheggiata dai nazisti fino al 1944 quando fu liberata delle truppe americane e inglesi sulla strada per Roma.

## Monumenti e luoghi d'interesse

### Architetture religiose
- Santuario Maria Santissima della Stella
- Chiesa della Santissima Annunziata
- Cappella di Sant'Antonio Abate
- Cappella di Santo Stefano
- Chiesa di San Sebastiano, a Campizze

### Architetture civili
- Borgo storico
- Torre dell'Orologio collocata in piazza Vittorio Emanuele, che risale al XVIII secolo (detta in passato piazza Grande). La sua presenza è dovuta, in origine, all’unione della sua struttura a quella di una chiesa, rimpiazzata oggi dall’attuale banca. Il Campanile si è salvato solo grazie all’opera dei cittadini di Rotondi che raccolsero numerosissime firme per impedirne l’abbattimento;
- Torretta del Palazzo Marchesale
- Palazzo Maietta sito in via Girolamo Del Balzo, il cui valore storico è testimoniato sia dalla struttura esterna sia dalla presenza all’interno di una incantevole fontana del 1600 tutta in pietra con tre raccoglitori d’acqua;
- Palazzo Gallo in via Annunziata;
- La Culla per i bambini abbandonati, un’antica costruzione, situata nella piazza Vittorio Emanuele, un tempo forse gestita da suore o monaci, la cui caratteristica è la presenza di una lastra di pietra detta “Culla per i bambini” sulla quale vi era inciso un portale girevole dal quale, spingendolo, fuoriusciva una piattaforma che fungeva da raccoglitore o culla per i piccoli neonati abbandonati;
- Grotta degli eremiti , una struttura fortificata sotto al Santuario, alla quale si accede scendendo una scaletta, utilizzata un tempo come celletta per gli eremiti

### Aree naturali
- Villa comunale
- Fiume Isclero
- Fiume Carmignano
- Piana Chiana
- Piana di San Berardo
- Piana del Fieno
- Piana dell'Occhio
- Piana del Pozzo
- Monti del Partenio

## Società

### Evoluzione demografica
Abitanti censiti

### Tradizioni e folclore
Rotondi è noto per la presenza del santuario della Madonna della Stella, per i monti del Partenio e per i numerosi eventi storici, religiosi, civili e folcloristici, tra i quali la Zeza e la Quadriglia, storiche manifestazioni carnevalesche; la processione della Madonna della Stella con lo sparo degli archibugi dei fucilieri della Stella, rievocazione storica e religiosa che si svolge a Pasqua e il Ciuccio di fuoco, un suggestivo spettacolo pirotecnico natalizio.

## Infrastrutture e trasporti
Il comune è servito dalla stazione di Rotondi-Paolisi, sulla ferrovia Benevento-Cancello, e dalla vicina strada statale 7 Via Appia.

## Amministrazione
Di seguito è presentata una tabella relativa alle amministrazioni che si sono succedute in questo comune.
| Periodo | Periodo   | Primo cittadino      | Partito                     | Carica  | Note |
| ------- | --------- | -------------------- | --------------------------- | ------- | ---- |
| 1985    | 1990      | Davide Leggiero      | Partito Socialista Italiano | Sindaco |      |
| 1990    | 1995      | Raffaele Lanni       | Democrazia Cristiana        | Sindaco |      |
| 1995    | 1999      | Raffaele Lanni       | Partito Popolare Italiano   | Sindaco |      |
| 1999    | 2004      | Raffaele Lanni       | Partito Popolare Italiano   | Sindaco |      |
| 2004    | 2009      | Antonio Izzo         | Lista Civica                | Sindaco |      |
| 2009    | 2013      | Antonio Izzo         | Lista Civica                | Sindaco |      |
| 2013    | 2016      | Antonio Russo        | Lista Civica                | Sindaco |      |
| 2016    | 2016      | Ester Fedullo        | commissario prefettizio     | Sindaco |      |
| 2016    | 2021      | Antonio Russo        | Lista Civica                | Sindaco |      |
| 2021    | 2024      | Giuseppe Ilario      | Lista Civica                | Sindaco |      |
| 2024    | in carica | Elisabetta De Felice | commissario prefettizio     | Sindaco |      |

### Altre informazioni amministrative
Il comune fa parte della comunità montana Partenio - Vallo di Lauro.